# Andy Griffin
Andrew "Andy" Griffin (født 7. marts 1979 i Wigan, England) er en engelsk tidligere fodboldspiller, der spillede som back. Han spillede for blandt andet Derby, Stoke, Newcastle, Portsmouth F.C. og Reading.

## Landshold
Griffin nåede aldrig at spille for Englands A-landshold, men spillede i 1999 tre kampe for landets U-21 hold, hvor han desuden scorede to mål.